# 適馬 17-50mm 鏡頭
適馬 17-50mm 鏡頭是一系列由適馬生產的標準變焦鏡頭，为标有“HSM”的镜头，表示含有超声波马达，有以下型號：
- Sigma 17-50mm F2.8 EX DC OS HSM (February 21, 2010)

當17-50mm鏡頭用於尼康數位單眼相機時，其等效於全幅機身的25.5-75mm視角（乘以系數1.5）。當17-50mm鏡頭用於佳能數碼EOS系列的APS-C幅面機身時，其等效於全幅機身上的27.2-80mm視角（乘以系數1.6）。當用於APS-H幅面機身時，其等效於全幅機身的22.1-65mm視角（乘以系數1.3）。

## 外部連結
- Sigma 17-50mm F2.8 EX DC OS HSM